# Ivan Vida
Ivan Vida, hrvatski reprezentativni rukometaš.
Igrač na desnom krilu RK Nexe.
Do sezone 2017./2018. igrač RK Dubrava.
S mladom reprezentacijom 2013. osvojio je srebro na svjetskom prvenstvu.